# Anna del Vienès
Anna de Borgonya (1255-1296/1298) fou delfina del Vienès, filla de Guigó VII del Vienès i de Beatriu de Faucigny. Per la disposició testamentaria del seu pare Guigó VII (que establia la successió per les seves filles si el fill Joan moria sense successió) va succeir el 1281 al seu germà Joan I del Vienès, mort sense fills (no havia consumat encara el matrimoni) el 24 de setembre de 1282 d'una caiguda de cavall en travessar el riu Ménoge. Beatriu de Faucigny va fundar llavors al sud de la població de Taninges, la cartoixa de Meulans, per acollir les restes del seu fill.
Anna s'havia casat l'1 de setembre de 1273 amb Humbert I de la Tour du Pin amb el que va tenir:
- Joan II del Vienès (1274-1319), delfí del Vienés,
- Hug de la Tour du Pin (mort en 1329), baró de Faucigny per donació de la seva àvia Beatriu de Faucigny, el 1303,
- Guiguó de la Tour du Pin (mort en 1319), senyor de Montauban,
- Alix (1280-1309), promesa a Amadeu V de Savoia però que es casarà el 1296 amb Joan I de Forez (1275-1333), comte de Forez,
- Maria de la Tour du Pin (morta com a religiosa a Salètes vers 1355) casada abans de ser monja amb Aymar de Poitiers-Valentinois, net d'Aymar III de Poitiers-Valentinois, comte de Valentinois,
- Margarida, casada el 1303 amb Frederic I de Saluzzo o Saluças (mort el 1336), marquès de Saluzzo (1330-1336), fill de Manfred V de Saluzzo,
- Beatriu de la Tour du Pin (1275- Casselle 10 de juny de 1347), casada el 1312 amb Hug I de Chalon-Arlay (1288-1322),
- Enric Delfí o Enric de la Tour du Pin, dit el Vienès (1296-1349), bisbe de Metz,
- Caterina de la Tour du Pin (morta el 1337) casada el 1312 amb Felip I de Piemont (1278-1334), comte de Piemont i príncep d'Acaia (1301-1307, pel seu anterior matrimoni).

Així Humbert I va esdevenir delfí per dret uxori. La baronia de La Tour-du-Pin, que separava les possessions savoianes a la Bresse i Savoia pròpia, va quedar integrada al Delfinat. Robert II de Borgonya va reclamar la successió com a parent mascle més proper de Joan I. Aquesta reclamació va portar a lluites sagnants i diversos setges
Anna de Borgonya va morir el 1296/1298. Fou enterrada a la cartoixa de Salètes que havia fundat. El seu marit li va sobreviure fins al 1307 i va seguir administrant el Delfinat en nom del fill Joan II.